# Wohn- und Wirtschaftsgebäude Lechterstraße 88
Das Wohn- und Wirtschaftsgebäude Lechterstraße 88 in Berne-Hiddigwarden an der Ollen stammt aus dem 19. Jahrhundert.
Aktuell (2023) wird es landwirtschaftlich genutzt.
Das Gebäude steht unter Denkmalschutz (siehe auch Liste der Baudenkmale in Berne).

## Beschreibung
Das eingeschossige Wohn- und Wirtschaftsgebäude als Vierständer-Hallenhaus mit Backsteinaußenmauern, Krüppelwalmdach, Niedersachsengiebeln mit Uhlenloch sowie der Grooten Door, ansteigendem Treppenfries und rechtem jüngeren Stallanbau stammt von 1866 (Inschrift). Markant sind die Einfassungen der Türen mit Backsteinen und größeren Sandsteinen.
Auf der Hofanlage stehen weitere nicht denkmalgeschützte Nebenanlagen.
Das Landesdenkmalamt befand: „… geschichtliche Bedeutung … als beispielhaftes in Backstein erbautes Hallenhaus des frühen 19. Jhs. ….“